# Annaba
Annaba (عنّابة, antes conocida como Bona [Bône en francés], pronúnciese en español como Añaba) es una ciudad argelina y la capital de la provincia de su mismo nombre, situada en la costa mediterránea, cerca del río Seibús y de la frontera con Túnez. En 2004 se calculaba que su población era de 235 100 habitantes.

## Toponimia
Annaba es una de las ciudades más antiguas de Argelia, fundada en el 1295 a. C. ha ido modificando su nombre a lo largo de la historia. Cronológicamente, la ciudad ha recibido los nombres de Ubon, Hippo Regius, Hipona, Bouna, Bled El Aneb, Bône hasta el actual Annaba.
El nombre Annaba procede del vocablo árabe annab que remite a un fruto, conocido como azufaifo, que se daba mucho en sus alrededores.

## Historia

### Prehistoria
La región de Annaba es rica en yacimientos arqueológicos que datan de la prehistoria. El Homo erectus vivió en esta región desde el paleolítico superior.

### Antigüedad

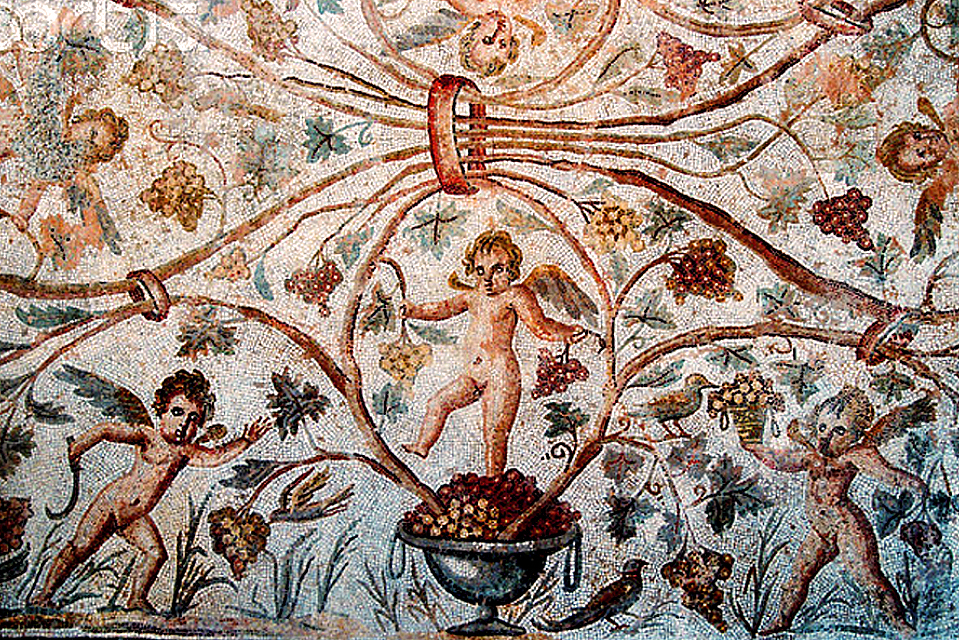
Mosaico del museo de Hipona ilustrando a unos ángeles viticultores

Localización de las ciudades romanas en el norte de África

La evolución interna de la Numidia oriental junto con el emplazamiento con respecto al mar Mediterráneo influyeron en el origen y nacimiento del primer asentamiento. La ciudad de Hipona contaba con un excelente puerto natural que facilitó las relaciones comerciales de los fenicios sirviéndoles de escala en sus viajes a Tartesos en el sureste español. Los romanos la llamaban Hippo Regius.

### Invasión vándala (431-533) - Reconquista bizantina (533)
Los vándalos (pueblos germánicos), empujados por los hunos se ven obligados a emigrar hasta encontrar un asentamiento estable, intentándolo en un primer momento en la Galia (406) y a continuación en Hispania (409) desde donde saltaron al norte de África a través del estrecho de Gibraltar en el 429. En mayo del 430, la ciudad de Hipona fue asediada.
La Iglesia se encargó de planificar la conservación de la biblioteca y de los manuscritos de San Agustín tras su muerte. La muerte de esta figura eminente coincide con la pérdida de la hegemonía romana en la región debido a los saqueos vándalos. La ciudad contuvo el asedio durante 18 meses aunque las ciudades colindantes no se salvaron del pillaje. Tras la caída de la ciudad, Genserico, rey de los vándalos, dota a la ciudad del rango de capital hasta su posterior desplazamiento a Cartago.
A partir de este momento la ciudad gozará de un período relativamente tranquilo a excepción de algunas incursiones bereberes esporádicas. En el año 533, un ejército compuesto por unos 18 000 hombres procedente de Constantinopla bajo las órdenes de Belisario fue enviada por el emperador bizantino Justiniano I el Grande para liberar la antigua provincia romana del dominio vándalo. La batalla de Tricamerón supondrá la caída de los vándalos. A pesar de todos los esfuerzos, los bizantinos no consiguieron que la ciudad resurgiese y brillase como antaño y a lo sumo la ciudad constituyó una escala para el reavituallamiento de la flota bizantina.

### Período de las dinastías islámicas

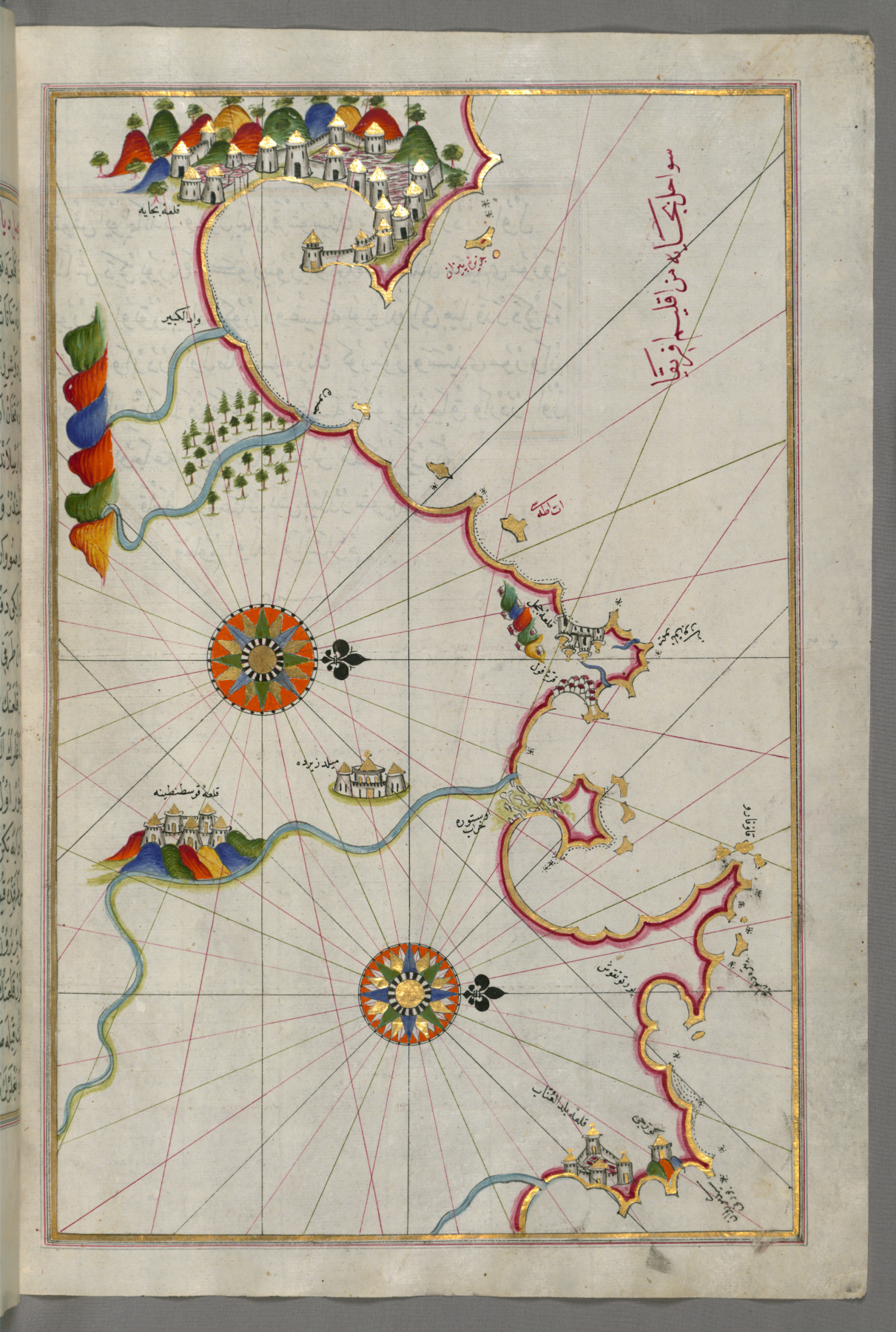
Mapa de Piri Reis en la que se aparece Annaba bajo el nombre árabe Qalaãt Balad El Unnãb

La conquista del Magreb se realiza desde Egipto a través de pequeñas oleadas a partir del año 647 aunque no es hasta la llegada de los omeyas que se retoma la política expansionista.
Es a partir de esta segunda etapa expedicionaria cuando la Numidia oriental contacta con las hordas árabes. Alrededor del 666, tras las conquistas de Djerba y Bizerta, los árabes llegan a Hipona.
Protegida por un sólido amurallamiento y guarnecida por fuerzas bizantinas, el sitio fue de poca duración y los árabes desistieron en su intento tras haberla incendiado. A pesar de que bereberes, bizantinos y árabes estaban en conflicto los unos con los otros, Hipona seguía manteniendo cierta actividad especialmente tras un enorme contingente aportado desde Constantinopla, manteniendo la hegemonía. La fundanción de kairuán en el 670 por Uqba ibn Nafi, supondrá definitivamente la instalación de los árabes en Ifriqiya (actual Túnez) y en el este argelino.
Tras la caída definitiva de Cartago en el año 698, la ciudad de Hipona se convierte en un refugio improvisado para los cartagineses emigrados y será devastada por los árabes poniendo así fin a la pertenencia al Imperio romano. La antigua ciudadela será en parte restaurada y adaptada a un nuevo modelo de vida oriental. Durante los primeros momentos del dominio árabe, estos rebautizaron la ciudad como Medina Seybouse y posteriormente Buna, pronunciación más sencilla para la dicción árabe. Vencidas, algunas tribus bereberes se convirtieron y contribuyeron a la expansión del islam.
A principios del siglo XI, la ciudad antigua fue abandonada por nuevo emplazamiento situado a 3 km al norte de la primera. Esta nueva ciudad recibió el nombre de Buna Al Haditha (Buna la Nueva) y su centro está construido a una altura de 40 metros a diferencia de los 3 metros de la ciudad antigua. Alrededor de 1040 la ciudad queda rodeada por murallas para mejorar la defensa natural que aporta la altura. Esta ciudad árabe se convirtió en un importante puerto comercial desde el siglo XI hasta el XIX.

### Período otomano y español
El emperador Carlos V envió en 1535 una escuadra española con el objetivo de conquistar Bona.
A causa de un severo bloqueo marítimo por parte de los otomanos, Carlos V ordena evacuar la ciudad y demoler las fortificaciones en 1540, no considerándola rentable.
El puerto se convirtió en un nido de piratas berberiscos, lo que conllevó en 1607 el ataque y saqueo por parte del Gran Ducado de Toscana.

### Período francés

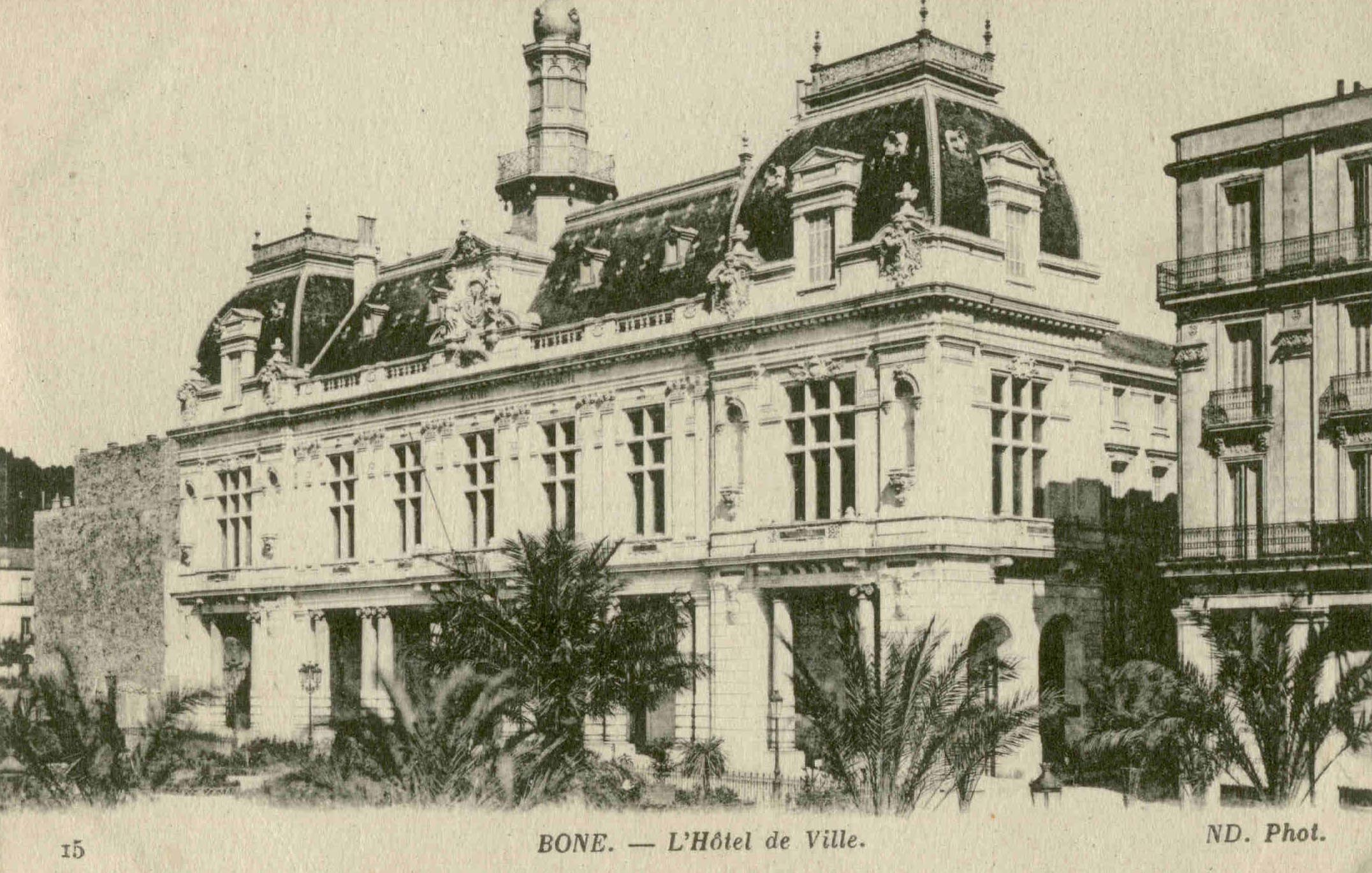
Antigua imagen de Bona.

El desarrollo económico de la zona, tras los primeros años de conquista, fue notable. La ciudad experimentó una próspera economía basada en la viticultura y arborícola. El río Seibús Seybouse facilitó el regadío intensivo a las tierras colindantes.
La industria también se vio afectada por este período de bonanza y se desarrollaron una fábrica de tratamiento de fosfatos, diversas cooperativas agrícolas que, junto con la modernidad de su puerto que conectaba el este de Argelia con la metrópoli, dieron un impulso importante a la ciudad.

### Prima y Secunda Guerras Mundiales
El 4 de agosto de 1914, los cruceros alemanes Goeben y Bresland lanzaron sendos bombardeos navales sobre las ciudades de Bona (Annaba) y Philippeville, actual Skikda. El número de obuses lanzados contra Bona se calcula en alrededor 140. Los objetivos afectados fuera la estación de tren, la fábrica de gas, los cuarteles, el puerto y el Cabo de Guardia 'Cap de Garde'.
En la Segunda Guerra Mundial, más de 100 000 soldados estadounidenses desembarcaron en Bugía, Philippeville y Bona (actuales Skikda y Annaba respectivamente) sin toparse con resistencia. Sin embargo, entre los días 13 de noviembre de 1942 y 30 de junio de 1943 la ciudad se vio afectada por una serie de bombardeos alemanes.
Según fuentes oficiales, durante el transcurso de esos ocho meses, el balance fue de 164 fallecidos, de los cuales 123 fueron musulmanes, y 202 heridos, de los cuales 113 musulmanes. En cuanto a las víctimas militares el cómputo asciende a 885 soldados aliados.
El presidente de la República francesa, Vincent Auriol, otorgó a la ciudad la condecoración Cruz de guerra 'Croix de guerre' en junio de 1949.

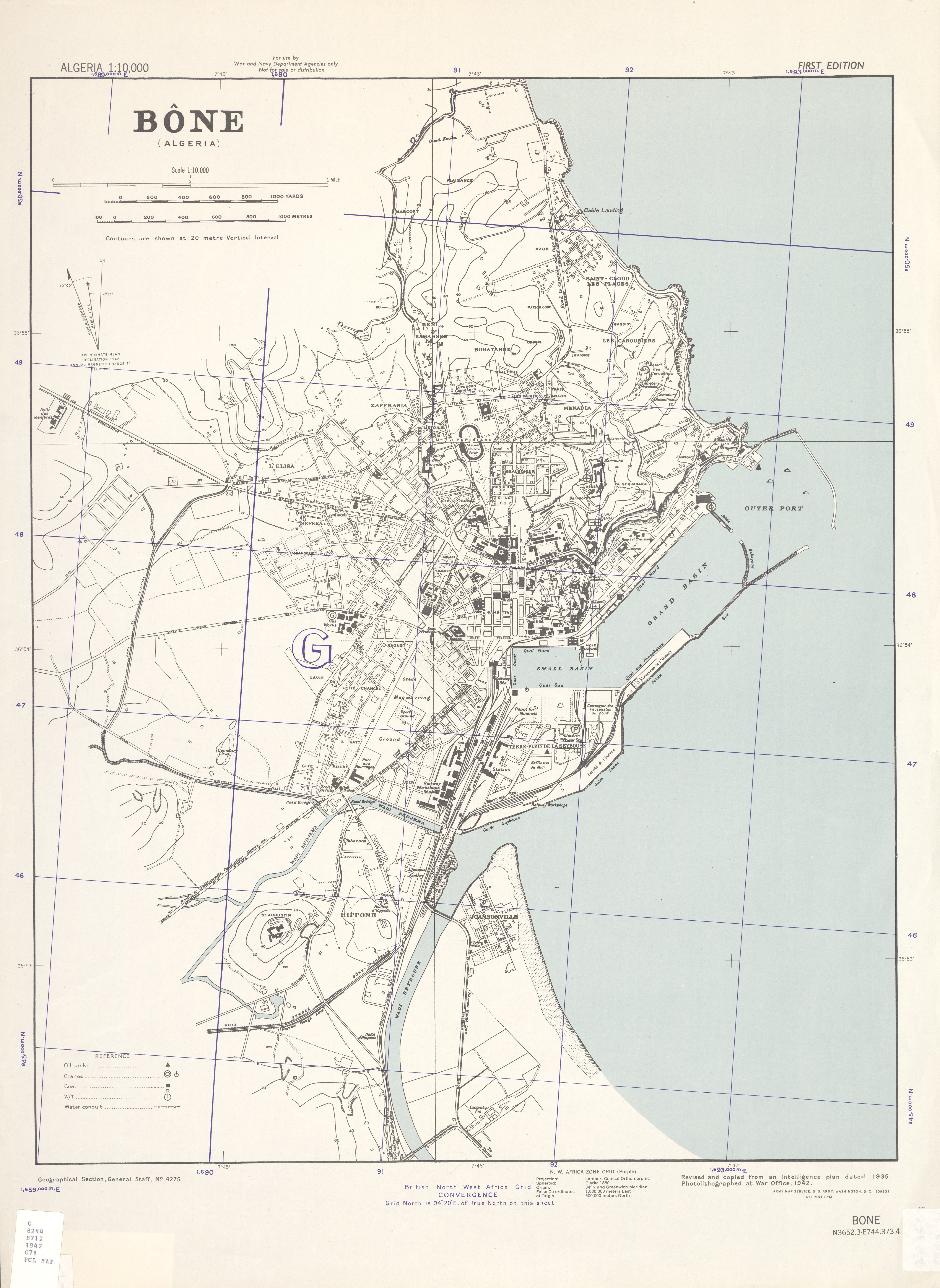
Plan del ejército estadounidense de la ciudad de Bona durante la Secunda Guerra mundial

### Independencia
Tras la independencia de Argelia de Francia en el año 1962, la ciudad sufrió el éxodo masivo de su población europea y judía. No obstante, el repoblamiento no se hizo esperar ya que Annaba acogió muchos inmigrantes de las zonas rurales limítrofes.

## Clima
| Parámetros climáticos promedio de Annaba             | Parámetros climáticos promedio de Annaba | Parámetros climáticos promedio de Annaba | Parámetros climáticos promedio de Annaba | Parámetros climáticos promedio de Annaba | Parámetros climáticos promedio de Annaba | Parámetros climáticos promedio de Annaba | Parámetros climáticos promedio de Annaba | Parámetros climáticos promedio de Annaba | Parámetros climáticos promedio de Annaba | Parámetros climáticos promedio de Annaba | Parámetros climáticos promedio de Annaba | Parámetros climáticos promedio de Annaba | Parámetros climáticos promedio de Annaba |
| Mes                                                  | Ene.                                     | Feb.                                     | Mar.                                     | Abr.                                     | May.                                     | Jun.                                     | Jul.                                     | Ago.                                     | Sep.                                     | Oct.                                     | Nov.                                     | Dic.                                     | Anual                                    |
| ---------------------------------------------------- | ---------------------------------------- | ---------------------------------------- | ---------------------------------------- | ---------------------------------------- | ---------------------------------------- | ---------------------------------------- | ---------------------------------------- | ---------------------------------------- | ---------------------------------------- | ---------------------------------------- | ---------------------------------------- | ---------------------------------------- | ---------------------------------------- |
| Temp. máx. media (°C)                                | 15                                       | 16                                       | 17                                       | 19                                       | 22                                       | 26                                       | 29                                       | 30                                       | 28                                       | 24                                       | 20                                       | 16                                       | 22                                       |
| Temp. media (°C)                                     | 11                                       | 12                                       | 13                                       | 15                                       | 18                                       | 21                                       | 24                                       | 25                                       | 23                                       | 20                                       | 15                                       | 12                                       | 17                                       |
| Temp. mín. media (°C)                                | 7                                        | 7                                        | 8                                        | 10                                       | 13                                       | 16                                       | 19                                       | 20                                       | 18                                       | 15                                       | 11                                       | 8                                        | 12                                       |
| Precipitación total (mm)                             | 100                                      | 70                                       | 70                                       | 40                                       | 30                                       | 10                                       | 0                                        | 10                                       | 30                                       | 70                                       | 60                                       | 100                                      | 630                                      |
| Fuente: The Weather Network, estadísticas de 21 años |                                          |                                          |                                          |                                          |                                          |                                          |                                          |                                          |                                          |                                          |                                          |                                          |                                          |

## Demografía

Panorama costero de Annaba.

| 37 000 | 42 900 | 42 000 | 45 200 | 51 900 | 68 800 | 83 300 | 102 800 | 114 100 | 164 000 | 168 800 | 213 200 | 222 600 | 222 500 | 247 701 | 257 359 |

## Turismo
La ciudad de Annaba es uno de los principales destinos turísticos del país aunque limitada a turismo nacional. La ciudad tiene el atractivo de disponer de zonas montañosas relativamente cerca de sus más de 40 kilómetros de costa, cuyas playas atraen a una gran cantidad de turistas. Además la ciudad dispone de un museo al aire libre con los vestigios de su época romana y los cimientos de la ciudad, destruida por los vándalos en el siglo VI, El museo está próximo a la basílica de San Agustín.

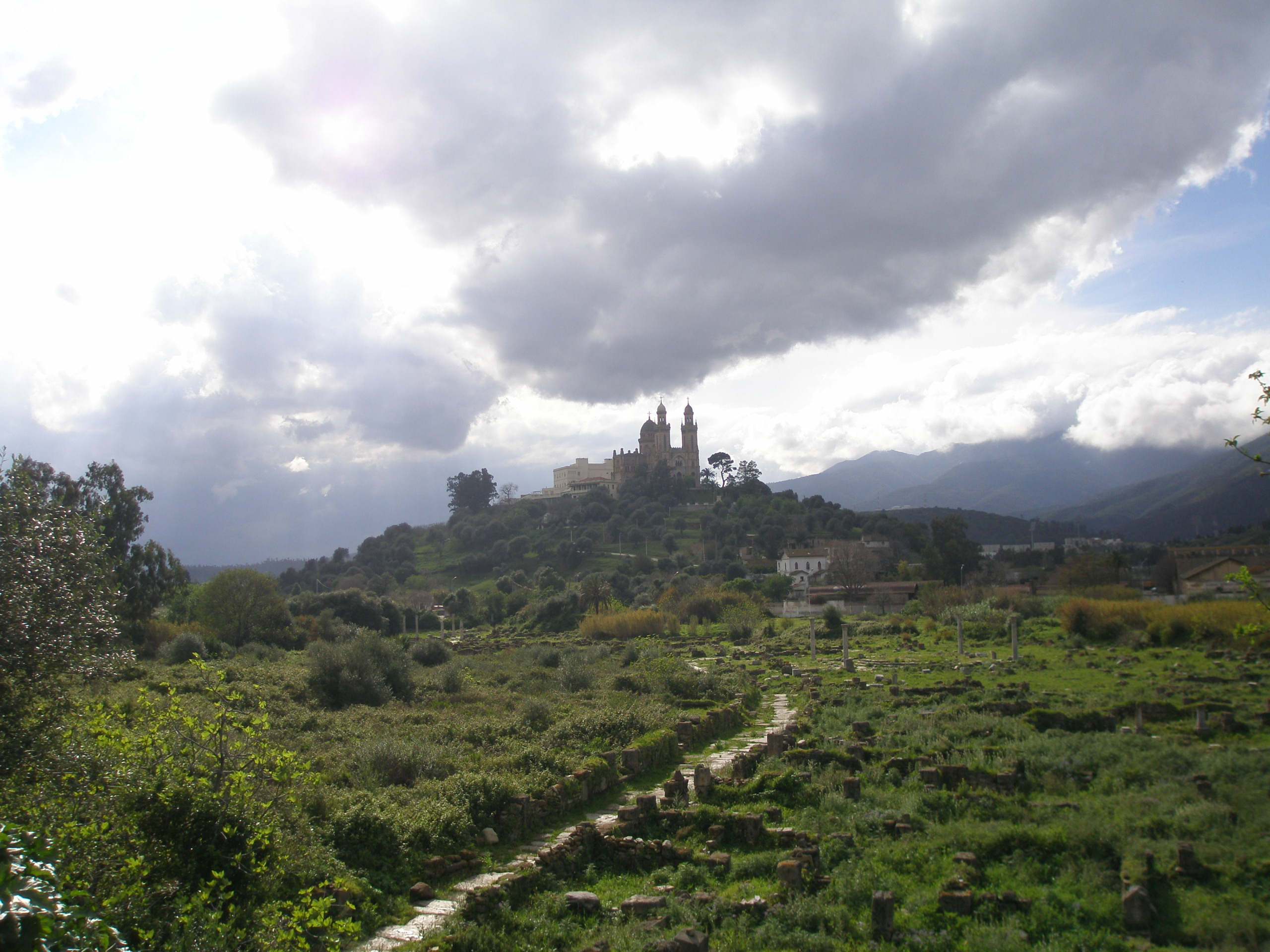
Ruinas de Hipona.
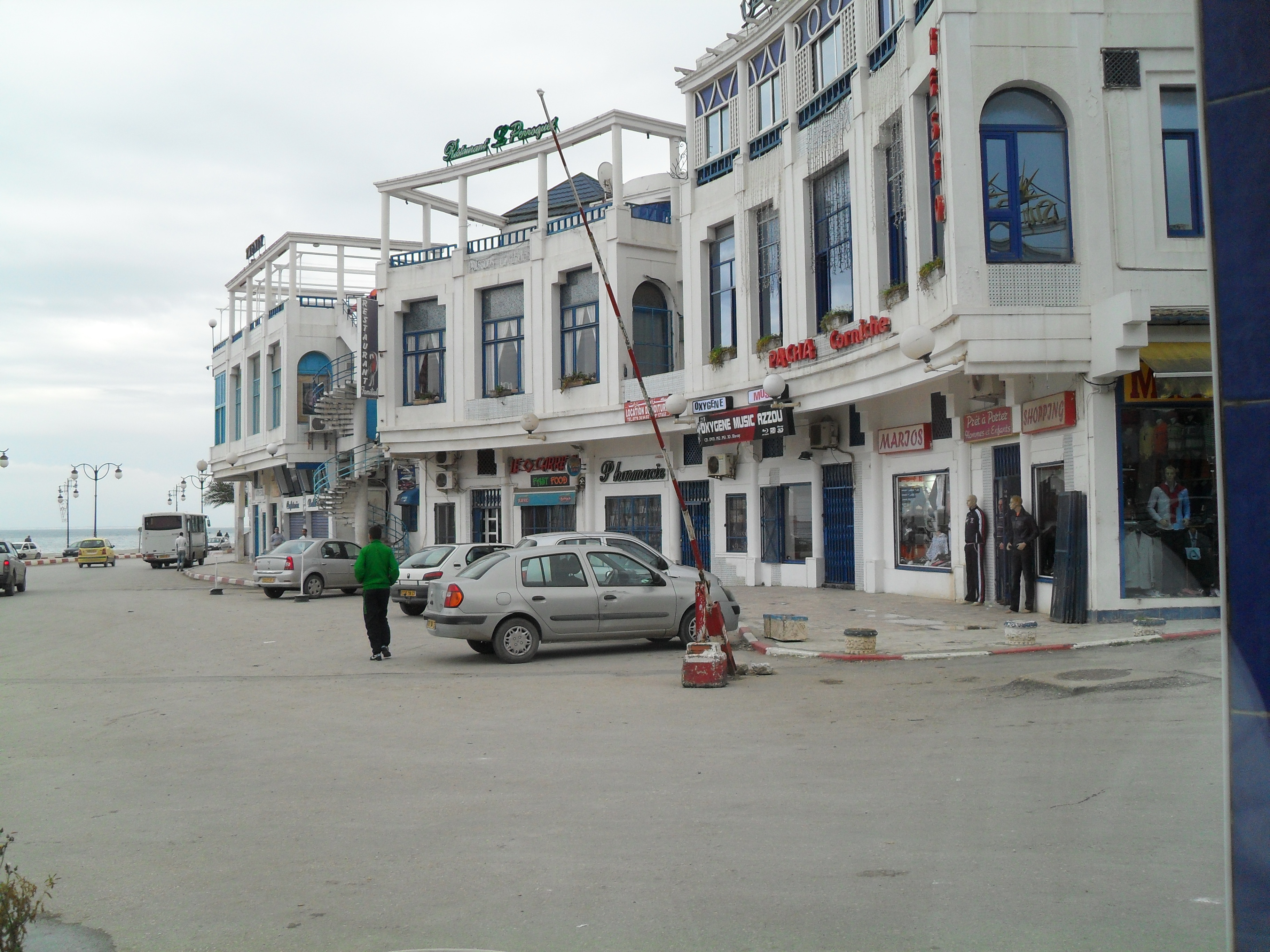
Rotonda de la playa de Chapuis (Rizzi Amor).
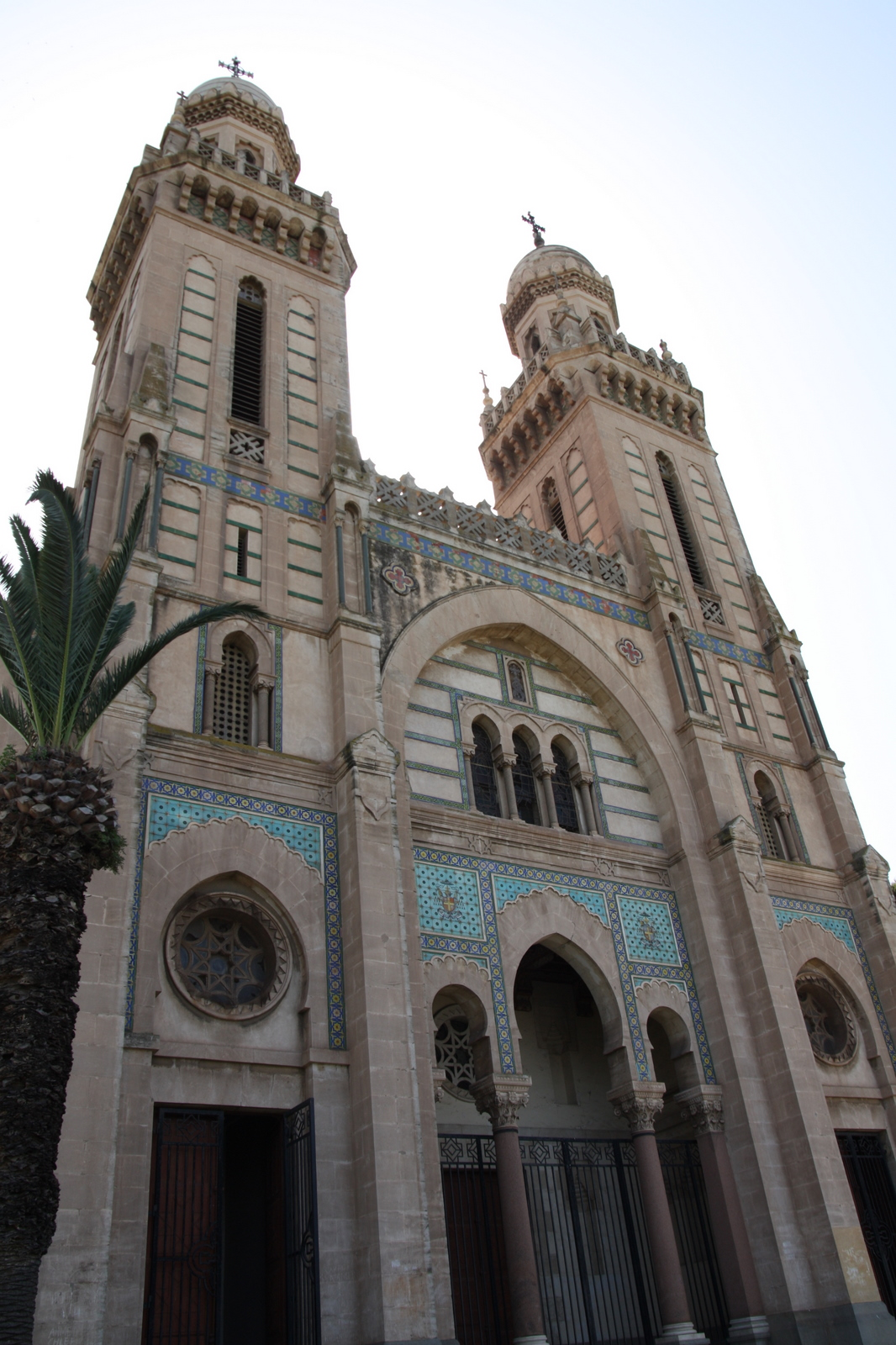
Basílica de San Agustín.

## Transportes
Annaba dispone de una estación ferroviaria situada en las inmediaciones del puerto y de la estación de autobuses.
Dispone también de un aeropuerto situado a 9 km al sur de la ciudad. Los vuelos que desde aquí operan unen Annaba con las ciudades argelinas de Argel y Orán y con las francesas de París, Lyon y Marsella.
Además, la ciudad posee una excelente red de taxis cuyo precio está normalmente fijado según el destino. Los taxis lucen un llamativo color amarillo que recuerda a los taxis neoyorquinos.
Para acceder a las montañas de Seraidi, se ha instalado un teleférico.

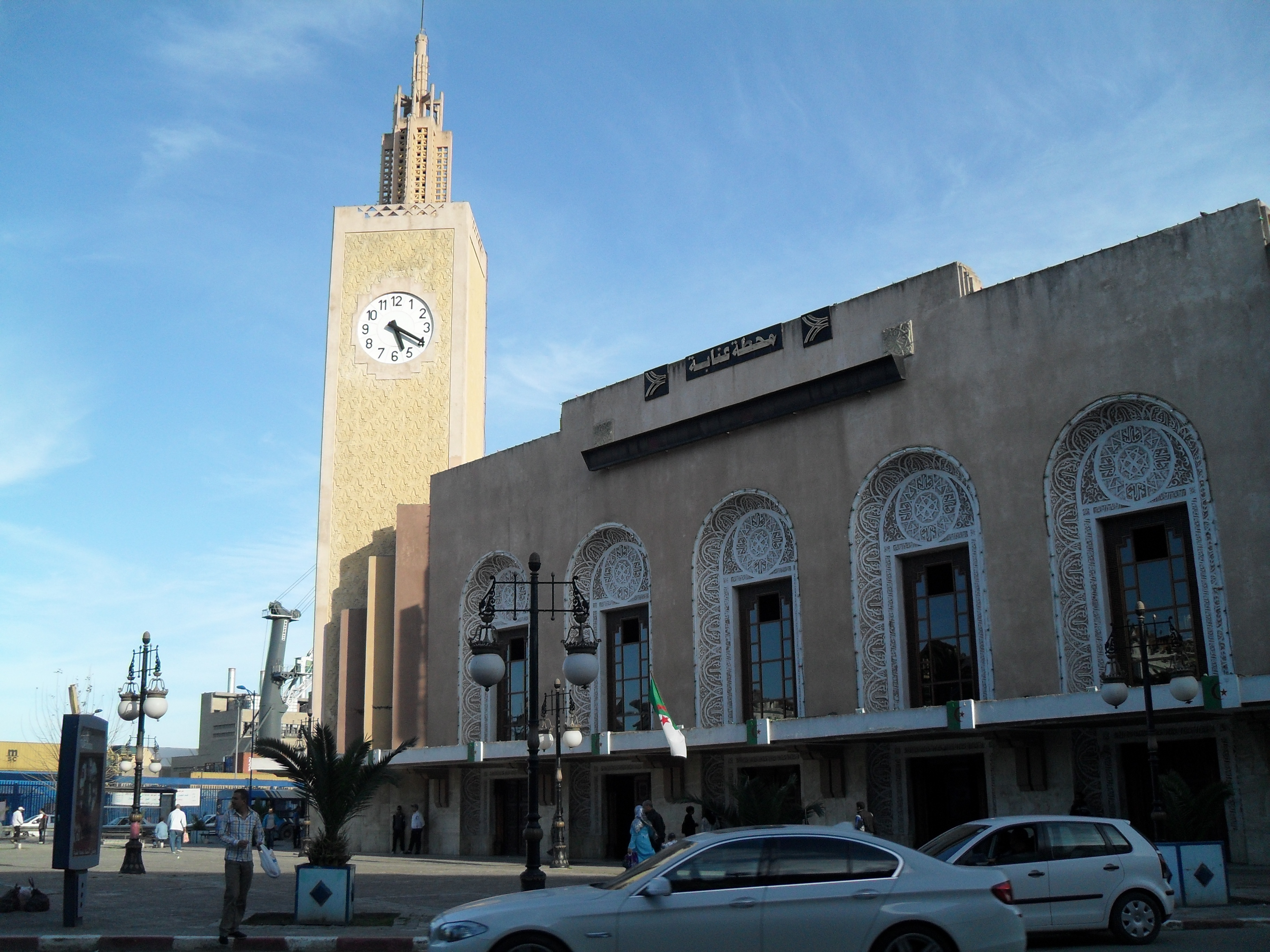
Estación de tren de Annaba.
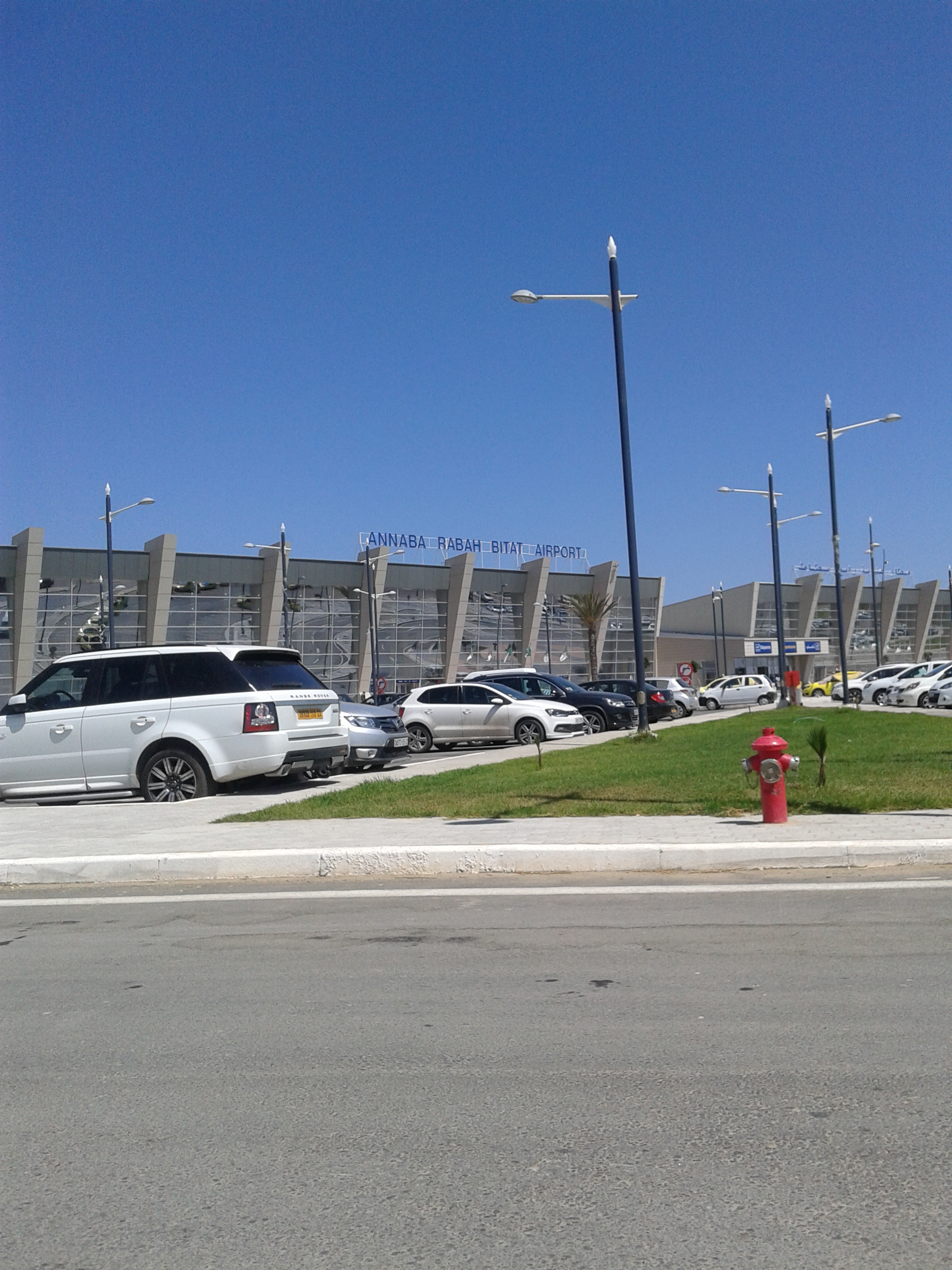
Aeropuerto de Annaba - Rabah Bitat.

## Cultura

### Música
Annaba es una ciudad tradicionalmente conocida por el maluf, género musical muy arraigado en el este argelino representado por artistas como Hassan Alannabi, Hamdi Benani, Cheikh Dib, et Allaoua El Far.

### Educación
Annaba, al ostentar la categoría de capital de la región, ofrece una numerosa oferta educativa a nivel de primaria école y secundaria college y lycée.
La ciudad es sede de la Universidad Badji Mokhtar de Annaba, si bien es cierto, que la mayoría de sus instalaciones están en las ciudades de la periferia.

### Deporte
La ciudad está representada por varios equipos de fútbol cuyo principal exponente es el USM Annaba, equipo que ha estado intermitentemente en la Primera División Nacional de Fútbol argelina y de la consiguió el campeonato en 1964.
También la ciudad organiza campeonatos de tenis de ámbito internacional en sus instalaciones de Tabacoop.

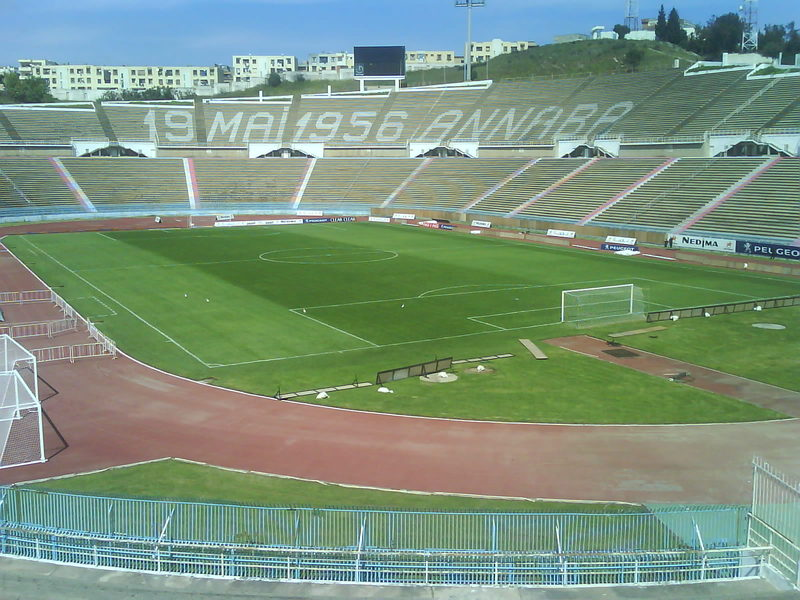
19 de mayo de 1956 de Annaba.

### Religión
Prácticamente la gran totalidad de los habitantes profesan la religión musulmana aunque está permitida la práctica del cristianismo a la minoría extranjera en la basílica de San Agustín.

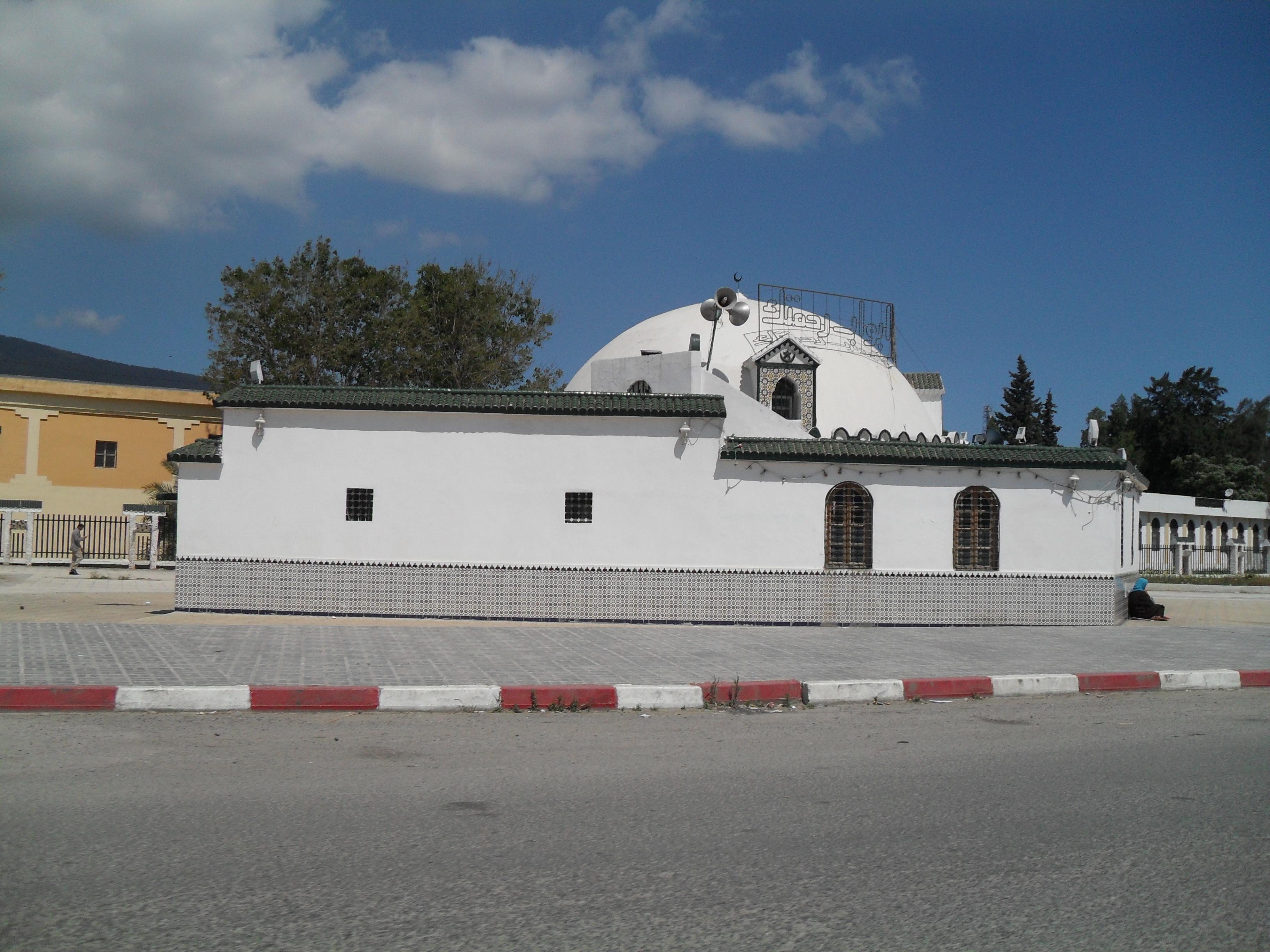
Mezquita de Sidi Brahim.
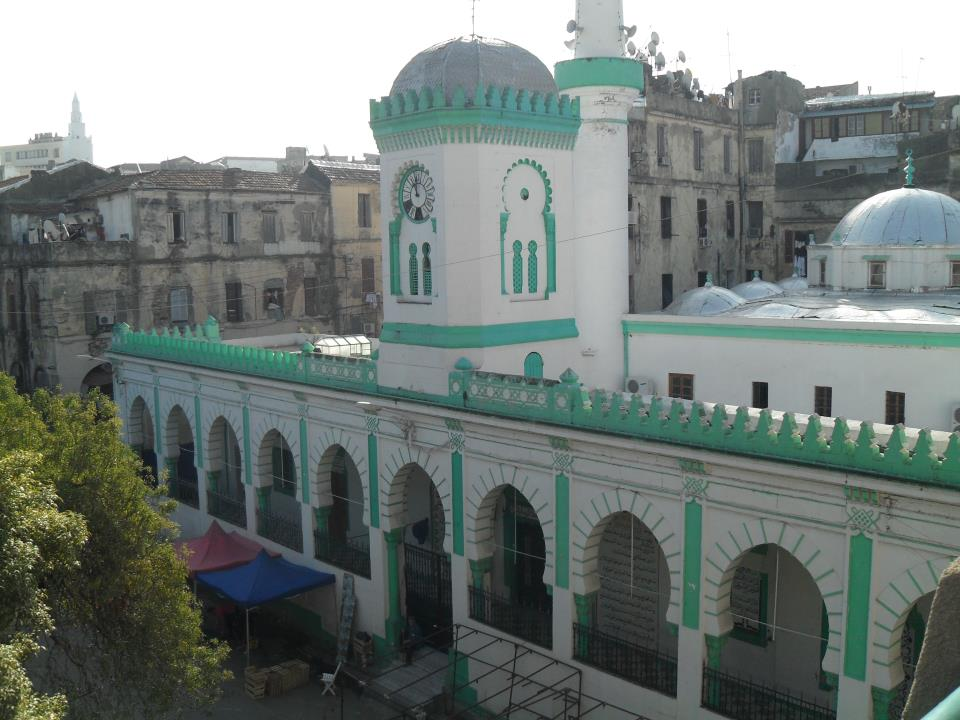
Mezquita de El Bey vista desde el Hotel Saf Saf en la Plaza de Armas.

### Gastronomía
Las especialidades culinarias de Annaba además del cuscús y del tajín lahlú: la bureka annabí, la shurba frik ('chorba frik', según la transcripción a la francesa ) y la mloukhiya.

## Ciudades hermanadas
| Ciudades hermanadas |                |                        |                                                                           |            |        |
| País                | Ciudad         | Fecha de hermanamiento | Web de la ciudad                                                          | Habitantes | Imagen |
| Túnez               | Túnez (ciudad) |                        | www.comune-tunis.gov.tn                                                   | 728 453    |        |
| Francia             | Saint-Étienne  | 1982                   | www.saint-etienne.fr                                                      | 177 480    |        |
| Túnez               | Bizerta        | 1985                   | www.bizerte.org                                                           | 114 371    |        |
| Francia             | Dunkerque      | 14 de agosto de 2009   | www.ville-dunkerque.fr Archivado el 3 de mayo de 2011 en Wayback Machine. | 92 005     |        |

## Personajes relacionados

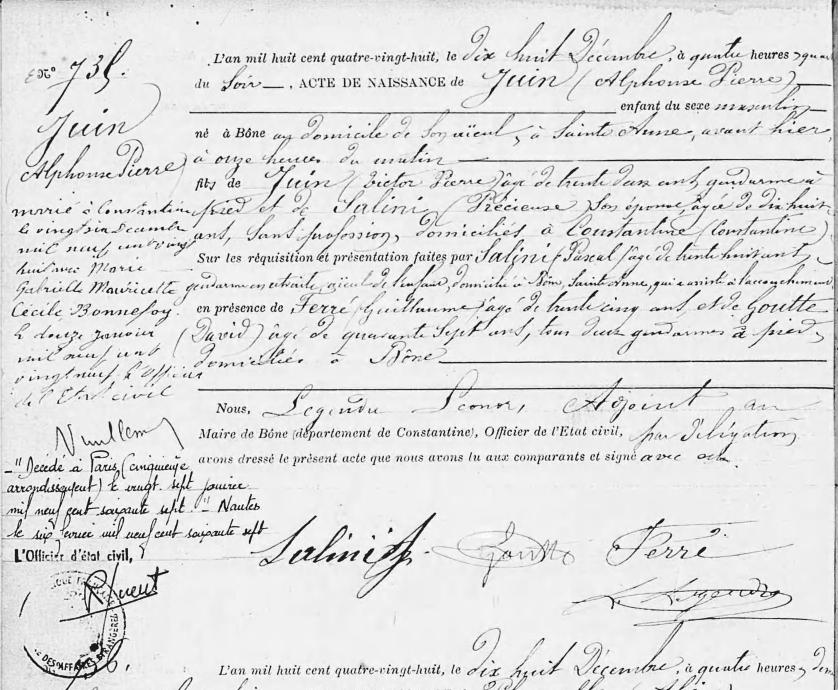
Acta de nacimiento del Mariscal Alphonse Juin, fechada el 16 de diciembre de 1888.

- San Agustín de Hipona, filósofo y teólogo cristiano, obispo de Hipona. Murió en esta ciudad el 28 de agosto del 430.
- Ahmed El Bouni, escritor medieval, autor de Chams el maâref el Kobra y precursor de Nostradamus .
- Ibn al Annabi, teólogo muerto en 1850 y emigrado a Egipto.
- Alphonse Juin, mariscal francés nacido en Bona.
- Valentine Prax, pintor, nacido en Bona el 23 de julio de 1897.
- H'sen Derdour, historiador, astrónomo y músico, nacido en Bona en 1911 y muerto en 1997.
- Hassan Al-annabi, cómico y gran representante del maluf annabí (1925-1991) como residente.
- Hamdi Benani, cantante y músico argelino de maluf, como residente.
- Edwige Fenech, actriz franco-italiana, nacida en Bona el 24 de diciembre de 1943.
- Jean-Charles Naouri, empresario, nacido en Bona el 8 de marzo de 1949.
- Guy Bedos, cómico que pasó su infancia y adolescencia.
- Bachir Belounis, artista, pintor y escultor de renombre. Residió gran parte de su vida.[14]
- Zahia Dahel Hebrih, pintor y escultor. Nacido en Bona el 11 de febrero de 1952.
- Roger Widenlocher, humorista. Nacido en Bona el 3 de junio de 1953.
- Phil Barney, cantante. Nacido en Bona el 2 de febrero de 1957.
- Mohamed Boudiaf, Presidente argelino. Asesinado en Annaba el 29 de junio de 1992.
- Hélène Conway-Mouret, Política. Nacida en Bona el 13 de septiembre de 1960.